# خطر الانقراض بسبب الاحتباس الحراري
يزيد الاحترار العالمي وتبعاته من خطر انقراض الأنواع الحية. يرجح أن يكون هذا سادس أكبر انقراض للأرض، ويُطلق عليه غالبًا انقراض الأنثروبوسين أو الهولوسين.

## أحدث الاتفاقيات
خَلُص البيان العلمي المتفق عليه في تقرير التقييم الخامس للجنة الدولية للتغيرات المناخية لعام 2014 إلى الآتي:
«يواجه عدد كبير من كل من الأنواع البرية والأنواع التي تعيش في المياه العذبة زيادة خطر الانقراض في ظل التغير المناخي المُتوقع خلال القرن الحادي والعشرين وما يليه، ولا سيما تفاعل التغير المناخي مع العوامل المؤثرة الأخرى، مثل تغيير مواطن الكائنات الحية، والإفراط في استغلال الموارد، وزيادة نسبة التلوث، والأنواع الغازية. يزداد خطر الانقراض في ظل جميع سيناريوهات مسار التركيز التمثيلي، مع زيادة مخاطر كل من حجم تغير المناخ ومعدله. لن تتمكن العديد من الأنواع اقتفاء أثر المناخات المناسبة في ظل معدلات التغير المناخي المتوسطة والعالية خلال القرن الحادي والعشرين. سوف يقلّل انخفاض معدلات تغير المناخ من المشاكل».

## مخاطر الانقراض المبلغ عنها

### 2004
تقول إحدى الدراسات التي نُشرت في مجلة نيتشر عام 2004 إن ما بين 15-37% من 1,103 نوعًا معروفًا من النباتات والحيوانات المتوطنة أو شبه المتوطنة «ستتعرض للانقراض» بحلول عام 2050. وبصورة أدق، فإن التغيرات في المساكن الطبيعية للكائنات بحلول عام 2050 ستضعها خارج مجال البقاء، ما يجبر هذه الأنواع على الانقراض.
أثار باحثون آخرون، مثل ثويلير وآخرين، وأرواخو وآخرين، وبرسون وآخرين، وباكلي وجوان روغاردن، وهارت وآخرون، بعض المخاوف بشأن عدم يقينهم من توقعات توماس وآخرين؛ تعتقد بعض هذه الدراسات أنه أمر مبالغ في تقديره، بينما يعتقد البعض الآخر أن الخطر قد يكون أكبر من ذلك. أجاب توماس في مجلة نيتشر مخاطبًا الانتقادات باستنتاج واحد يقول: «على الرغم من الحاجة إلى مزيد من التحقق من كل من هذه المجالات، فمن غير المرجح أن يؤدي الاحتباس الحراري إلى انخفاض كبير في تقديرات الانقراض. يبدو أن التغير المناخي بشري المنشأ قد تسبب بانقراض أعداد كبيرة جدًا على مستوى الأنواع». من ناحية أخرى، يقول دانيال بوتكين وآخرون: «ربما كانت التقديرات العالمية للانقراض بسبب تغير المناخ (توماس وآخرون 2004) مبالغًا فيها إلى حد كبير».
توثق الدراسات الآلية الانقراض بسبب تغير المناخ الحديث: وثّق ماكلولين وآخرون وجود اثنين من أنواع الفراشات المسماة بفراشة تشيكرسبوت التي تتعرض لتهديد الانقراض بسبب تغير نسبة هطول الأمطار. يقول بارميزان: «أُجريت دراسات قليلة على نطاق يشمل فصيلة كاملة»، واتفق ماكلولين قائلًا: «أظهرت دراسات قليلة ارتباط آلية الانقراض بتغير المناخ الحديث».

### 2008
لوحظ في عام 2008 أن الليمور الأبيض هو أول أنواع الثدييات المعروفة التي من المحتمل انقراضها بسبب الاحترار العالمي الذي سببه الإنسان. ومع ذلك، استندت هذه التقارير إلى معلومات خاطئة. تتعرض فئة من هذه الكائنات التي تعيش في الأراضي الموجودة على الغابات الجبلية في شمال كوينزلاند للتهديد الشديد بسبب تغير المناخ، إذ لا يمكن للحيوانات البقاء على قيد الحياة في درجات حرارة شديدة تزيد عن 30 درجة مئوية. ومع ذلك، لا يزال نوع آخر يبعد 100 كيلومتر جنوبًا بصحة جيدة.

### 2012
وفقًا للبحوث المنشورة في 4 يناير عام 2012، قد تكون هناك عيوب في نماذج إجراءات المناخ الحالية لـوقائع الجمعية الملكية وذلك لتجاهلها عاملين مهمين: الاختلافات في مدى سرعة انتقال الأنواع، والمنافسة بينها. ووفقًا للباحثين، بقيادة عالم البيئة بجامعة كونيتيكت مارك سي. أوربان، انخفض التنوع عندما أُخذت هذه العوامل بعين الاعتبار، وظهرت أنواع جديدة من الكائنات الحية التي لا وجود لها اليوم. نتيجة لذلك، قد يكون معدل الانقراض أعلى من المتوقع سابقًا.

### 2014
وفقًا للبحوث المنشورة في عدد 30 مايو 2014 من مجلة ساينس، تعيش معظم الأنواع المعروفة ضمن نطاقات صغيرة، وتتزايد أعداد هذه الأنواع الصغيرة بسرعة كبيرة، وتزدحم جغرافيًا في مكان واحد، ومن المحتمل أن تكون مهددة أو قد انقرضت بالفعل. وفقًا للبحث، فإن معدلات الانقراض الحالية أعلى بثلاث مرات من معدلات الانقراض التي كانت مُتوقعة، والمعدلات المستقبلية، المعتمدة على العديد من العوامل، من شأنها أن تزيد هي الأخرى. على الرغم من إحراز تقدم سريع في تنمية المناطق المحمية، لا تمثل هذه الجهود تمثيلًا بيئيًا جيدًا، وهي لا تحمي التنوع البيولوجي بشكل مثالي. من وجهة نظر الباحثين، يميل النشاط البشري إلى تدمير المساكن الطبيعية حيث تعيش الأنواع، ورفع درجة حرارة الكوكب، وانتقال الأنواع في جميع أنحاء الكوكب إلى أماكن لا تنتمي إليها، حيث يمكن أن تتعارض مع الاحتياجات الإنسانية (مثل التسبب في أن تصبح الأنواع ناقلة للآفات).

### 2016
ذُكر في عام 2016 احتمالية أن تكون فئران برامبل كاي ميلومي، التي كانت تعيش على جزيرة بالقرب من الحيد المرجاني العظيم، أول حيوان ثديي ينقرض بسبب ارتفاع منسوب مياه البحر بسبب تغير المناخ البشري. أُبلغ عن مخاطر انقراض بِطريق آديلي بسبب الاحتباس الحراري. ما تزال أنواع البطريق التي تعود إلى فصيلة آديلي في نقصان، وتُستخدم تحاليل للبيانات على مستعمرات التكاثر لتقدير استدامة المساكن الطبيعية المستقبلية لها بالنظر إلى ارتفاع درجات حرارة البحر. ستكون ثلث المناطق التي يعيش فيها البطريق آديلي، والموجودة على طول شبه جزيرة غرب القطب الجنوبي، في تراجع بحلول عام 2060. تتمركز بطاريق آديلي حول القطب، وقد اعتادت على نطاقات المناخ في القطب الجنوبي، بالإضافة إلى أنها تعاني انخفاض عددها. تتنبأ توقعات «نموذج المناخ» بوجود ملاذ لهذه الأنواع بعد عام 2099. يتناسب عدد الأنواع المرصودة بالمثل مع عدد الأنواع الموجودة على نطاق واسع (ثلث الأنواع المرصودة يساوي 20% من الأنواع المنتشرة على نطاق واسع).
تتأثر نسب الجنسين عند السلاحف البحرية في منطقة البحر الكاريبي بسبب ظاهرة الاحتباس الحراري. جُمعت البيانات البيئية من هطول الأمطار السنوي ودرجات الحرارة مياه المد والجزر على مدار 200 عام، وأظهرت زيادة في درجة حرارة الهواء (بالمتوسط 31.0 درجة مئوية). استُخدمت هذه البيانات لربط انخفاض نسب الجنس للسلاحف البحرية في شمال شرق البحر الكاريبي وتغير المناخ. تشمل أنواع السلاحف البحرية سلحفاة المحيط جلدية الظهر، والسلحفاة البحرية خضراء، واللجأة صقرية المنقار. يشكل الانقراض خطرًا على هذه الأنواع بسبب نكبة النسبة بين الجنسين، إذ سجلت نسبة الإناث ارتفاعًا ملحوظًا مقارنة بالذكور. تشير التقديرات إلى أن معدل انخفاض عدد فصائل السلحفاة البحرية خضراء 2.4% بسبب انخفاض نسبة الذكور بحلول عام 2030، و0.4% بحلول عام 2090.

### 2019
وفقًا للصندوق العالمي للطبيعة، إن اليَغْوَر (النمر الأمريكي) «شبه مهدد» بالفعل، والوضع أكثر خطورة بسبب فقدان الإمدادات الغذائية والهرب من المساكن الطبيعية  بسبب الحرائق.
تؤثر الحرائق على كيمياء المياه (مثل تقليل كمية الأكسجين الموجودة في الماء) ودرجة الحرارة ومعدلات التآكل، ما يؤثر بدوره على الأسماك والثدييات التي تعتمد على الأسماك مصدرًا للغذاء، مثل ثعلب الماء العملاق.

### 2020
تسببت الحرائق غير المسبوقة في موسم حرائق الغابات في أستراليا في 2019-2020، التي اجتاحت 18 مليون فدان (7 ملايين هكتار)، بمقتل 29 شخصًا، وجعلت الحياة البرية في أستراليا شاقة للغاية. قبل اندلاع الحرائق، كان يعيش ما يقارب 500 وخفيّة صغيرة من صنف فئران جزيرة كانغارو الجرابية على جزيرة واحدة؛ بعد احتراق نصف الجزيرة، ربما هناك فأر واحد فقط ما يزال على قيد الحياة. أصبحت فئران برامبل كاي ميلومي أول ضحية موثقة لتغير المناخ الناتج عن الأنشطة البشرية في عام 2015 بسبب ارتفاع منسوب مياه البحر وهبوب العواصف المتكرر؛ قد يكون فأر وكر العصي الضخم الضحية التالية.
رغم أن طائر الإيمو غير مهدد بخطر الانقراض، فمن الممكن أن يختفي من أستراليا. أدى فقدان 8,000 حيوان كوالا في نيو ساوث ويلز وحدها إلى تحطيم قلوب الجميع في أنحاء العالم، ولكن الحيوانات أصبحت معرضة لخطر الانقراض ولم تنقرض فعليًا.
كشفت دراسة أُجريت في فبراير عام 2020 نشرتها دورية وقائع الأكاديمية الوطنية للعلوم بالولايات المتحدة الأمريكية أن ثلث الأنواع النباتية والحيوانية جميعها قد تنقرض بحلول عام 2070 نتيجة الاحتباس الحراري.